# Богданов, Игорь Яковлевич
Богда́нов, Игорь Яковлевич (род. 25 июля 1941 г., Одесса ) — заведующий Отделом социально-экономической безопасности Института социально-политических исследований Российской академии наук с 1991 г., доктор экономических наук (2000), профессор. Член Президиума Международной академии менеджмента. Академик Союза экспертов в области управления Международной академии менеджмента. Заместитель председателя Экспертного совета по макроэкономическим проблемам Совета Государственной думы (2001—2003).
Автор более 120 научных трудов. За заслуги в исследовательской деятельности награжден международной премией Альберта Эйнштейна (2001), 2008 г. — серебряная медаль имени Питирима Сорокина за вклад в науку. Почётный гражданин Оклахомы (США).

## Биография
Родился 25.07.1941 г., Одесса. Окончил геологический факультет МГУ в 1964 г., инженерная геология.
В 1968 защитил диссертацию. Кандидат технических наук.
В 1985 в КЕПС Академии наук СССР руководил Прикаспийской экспедицией под научным руководством академика Аганбегяна А Г. Материалы экспедиции отображены в шеститомнике трудов КЕПС АН СССР.
С 1988—1991 был советником Президента АН СССР.
В 1988 году организовал Международную школу бизнеса для руководителей авиационной промышленности. Три месяца занятия стационарно проходили в Москве, один месяц в Будапеште в школе бизнеса и три месяца в ведущих университетах США.
С 1991 года перешёл руководителем отдела экономической безопасности в Институт социально политических проблем РАН. Основные проблемы исследований — это экономическая безопасность и борьба с коррупцией, преодоление бедности.
В 1988 году вёл телепередачу «Школа бизнеса» 1-м канале.
В 1993 году был организован БАРН (банк развития и реконструкции нефтяной промышленности), где И. Я. Богданов стал председателем правления.
В 1993—1998 занимал выборный пост вице-президента Ассоциации Российских банков.
В 2000 году возглавил Центр социологии экономики.
С 2001 г. избран действующим членом Российской академии социальных наук.
2001—2003 — заместитель Председателя экспертного Совета Государственной Думы РФ по Макроэкономическим проблемам.
В 2001 году награждён премией Альберта Эйнштейна Иерусалимским Университетом.
В 2008 году награждён серебряной медалью имени Питирима Сорокина за вклад в науку.
Почётный гражданин Оклахомы (США).

## Сфера научных интересов и Взгляды
Сфера научных интересов Богданова Игоря Яковлевича — анализ социально-экономических проблем России и СНГ, интеграционных процессов на постсоветском пространстве, исследование проблем экономической безопасности, коррупции, формирования государственного управления на основе демократизации и либерализации общества.
С 2003 г. Игорь Яковлевич в рамках Института социально-политических исследований РАН проводил работу по разработке принципов устойчивого развития российских территорий. В 2005 г. в коллективе учёных при поддержке полномочного представителя Президента РФ Г. С. Полтавченко выпущена монография «Устойчивое развитие сельских территорий России: поселения XXI века».
Полученные в ходе работы Игорем Яковлевичем выводы позволяют обоснованно заявить о том, что в основе реформ Правительства и Президента РФ лежали политические цели, а не экономические интересы народа. Кардинальные перемены в экономике ожидаемых результатов по улучшению жизни не дали. За годы преобразований произошло трёхкратное снижение жизненного уровня населения; минимальная заработная плата значительно отличается от максимальной; серьёзно разрушен отечественный аграрный сектор; экономика находится в условиях глубокого инвестиционного кризиса.
Системный кризис общества, смена социального, государственного и экономического строя до сих пор сопровождаются возникновением и ростом внутренних социально-политических, социально-экономических, криминогенных угроз для жизни граждан и государства. История и повседневный опыт свидетельствуют о том, что нерешённые социально-экономические проблемы неминуемо трансформируются в политические. Очевидно, столь радикальные изменения в социуме, в экономической системе государства предъявляют качественно новые требования к науке, её выводам и рекомендациям. Проведённые исследования позволили в 2011 г. подготовить монографию «Феномен российской бедности». В настоящее время с коллективом учёных на основе анализа значительного количества материалов ведётся разработка стратегии по преодолению нищеты и бедности современного общества.

## Награды и премии
2001 г. награждён премией Альберта Эйнштейна Иерусалимским Университетом
2008 г. серебряная медаль имени Питирима Сорокина за вклад в науку"
Почётный гражданин г. Оклахомы (США).

## Труды и Публикации
Книги:
- И. Я. Богданов «Россия, экономика, безопасность», ИСПИ РАН, 1996.
- И. Я. Богданов, А. П. Калинин, Ю. Н. Родионов. Экономическая безопасность России. Цифры и факты. — М., 1999.
- И. Я. Богданов, А. П. Калинин «Коррупция в России: Социально-экономические и правовые аспекты», М, 2001, 240 с.
- И. Я. Богданов Экономическая безопасность России. Теория и практика. М, ИСПИ РАН, 2001, −348 с.
- И. Я. Богданов, О. И. Бетин «СОЦИАЛЬНО-ЭКОНОМИЧЕСКОЕ ПОЛОЖЕНИЕ РОССИИ ПРОБЛЕМЫ И ТЕНДЕНЦИИ ГОД», Тамбов, "Издательство Юлис, 2005, −96с.
- А. Д. Артамонов, О. И. Бетин, И. Я. Богданов, А. В. Гордеев, А. В. Мерзлов, И. И. Сергеев. Политика развития сельских территорий России: поселения XXI века. — М., 2005.
- И. Я. Богданов, Ю. В. Голик, В. И. Карасев «Коррупция на современном этапе государственно-политического развития России», ИСПИ РАН, 2008, −102с.
- И. Я. Богданов «Современная Россия. Анализ и размышления.», издательство «Академическая наука», 2011,-296 стр.
- Богданов И. Я. «Феномен российской бедности», издательство «Академическая наука», 2011,-668 с И. Я. Богданов «Бедность как образ жизни в современной России: монография», издательство НОРМА. Москва, 2015, −224 стр.

Статьи в сборниках:
- И. Я. Богданов. Накануне трагедии./Статья в сборнике Реформирование России. Мифы и реальность. — Москва: Академия, 1994.
- И. Я. Богданов. Факторы, влияющие на экономическую безопасность России. — М., 1995.
- И. Я. Богданов. Развал СССР. Уроки. Выводы /Материалы парламентских слушаний по теме: «О концепции экономического и социального развития Российской Федерации на период 1996—2005 гг.». — М., 1996.
- И. Я. Богданов. Российский социум: поиск стратегических ориентиров./Научные труды Международного союза экономистов и Вольного экономического общества. — М. — СПб, 1996. — Т. 5. — С. 161—165.
- И. Я. Богданов. Россия. Экономика. Безопасность. //Научные труды Международного союза экономистов и Вольного экономического общества России. — М. — СПб, 1996. — Т. 3. — С. 196—201.
- И. Я. Богданов. Факторы социальной напряженности снижение уровня жизни и доходов./Статья в сборнике Новый курс России: предпосылки и ориентиры. — М.: Академия, 1996.
- И. Я. Богданов. Экономика в год выборов. Проблемы финансовой стабилизации./Статья в сборнике Россия: национальная стратегия и социальные приоритеты. Социальная и социально-политическая ситуация в России в первой половине 1996 г. — М.: Республика, 1997.
- И. Я. Богданов. Экономический кризис в регионах./Статья в сборнике Россия у критической черты: возрождение или катастрофа. Социальная и социально-политическая ситуация в России в 1996 году. — М.: Республика, 1997.
- И. Я. Богданов. Экономическая безопасность России: региональный аспект./Статья в сборнике Россия: вызовы времени и пути реформирования //. — М., 1998. — С. 19-26.
- И. Я. Богданов. Теневая составляющая экономики./Статья в сборнике Проблемы борьбы с теневым сектором в экономике России. — М., 1998. — С. 14-17.
- И. Я. Богданов. Экономическая безопасность./Статья в сборнике Россия: преодоление национальной катастрофы. Социальная и социально-политическая ситуация в России в 1998 году. — М., 1999.
- И. Я. Богданов. «Экономическая безопасность: сущность и структура.» — М., 2000.
- И. Я. Богданов. Динамика макроэкономических показателей трансформации общества./Статья в сборнике Россия в поисках стратегии: общество и власть // — М., 2000. — С. 9-17.
- И. Я. Богданов. Экономическая ситуация в современной России и её оценка населением. — М., 2000.
- И. Я. Богданов, Ю. Н. Родионов, С. А. Липина. Макроэкономические показатели периода экономических реформ. — М., 2000.
- Богданов И. Я. Особенности трансформации экономического базиса./Статья в сборнике Реформирование России: от мифов к реальности. — М., 2001. — С. 167—177.
- И. Я. Богданов. Финансовая политика России./Статья в сборнике Материалы заседания Экспертного совета по макроэкономическим проблемам развития России на современном этапе (ГД ФС РФ, 22.02.2002). — М., 2002.
- Богданова И. Я. Причины неудач экономических реформ./Статья в сборнике «Россия: на пути к возрождению. Социальная и социально-политическая ситуация в России в 2003 году» ИСПИ РАН, 2004
- И. Я. Богданов. Разрушение государственного управления криминализацией экономики./Статья в сборнике Россия: новые цели и приоритеты. Социальная и социально-политическая ситуация в России в 2005 году. — М., 2006. — С. 177—197.
- И. Я. Богданов. Реформы и власть в России./Статья в сборнике Научные труды членов Международной академии менеджмента. — М., 2006. — С. 15-31.
- Богданова И. Я., Ю. В. Голик. Социальные факторы и механизмы преодоления коррупции в России./Статья в сборнике Научные труды МСЭ и вольного экономического общества, М и С-П, Богданова И. Я.
- «Коррупция как фактор дестабилизации общества (коррупция, бедность и финансовый кризис)».Сборник докладов участников круглого стола (№ 49) «Коррупция как фактор дестабилизации общества» М, ИСПИ РАН, 2009.
- Богданов И. Я. Экспортно-сырьевая экономика исчерпание развития./Статья в сборнике «Россия: новая социальная реальность. Социальная и социально-политическая ситуация в России в 2010 году: анализ и прогноз» М., ИСПИ РАН, 2011, −422 с.
- Статья Богданова И. Я. Расслоение общества и социальная безопасность./Материалы круглого стола: «Современная Россия: Расслоение общества и социальная безопасность 24 мая 2012 года», М., ИСПИ РАН, 2012,-164
- Богданов И. Я. Бюджетный дефицит как угроза государственности. /Сборник статей: «Россия в новой социально-политической реальности: мониторинг вызовов и рисков» выпуск № 2 Москва, Издательство «Проспект», 2014, −220 с.
- Богданов И. Я. Социальная безопасность как фундамент успешного развития гражданского общества России./Сборник статей. «Безопасность личности и социума как основа совместной социальной политики государства и общества. Современное гражданское общество и социальная безопасность». Ответственный редактор, д.э.н., профессор И. Я. Богданов. Издательство НОРМА, Москва, 2015,-160 с.
- Богданов И. Я. Бедность населения-угроза социальной безопасности./Коллективная монография «Россия в новой социально-политической реальности. Выпуск Риски: стратегия, практика оптимизации и упреждения» Москва, ИСПИ РАН, 2015 , −288 с.
- Богданов И. Я. Измерение и эволюция бедности в современной России./Научно-практический журнал «Вестник. Самарского государственного экономического университета» № 3(125), Самара, 2015 год
- Богданов И. Я., Артамонов А. Д. Проблемы бедности в контексте жизненных ценностей россиян./Журнал «Наука. Культура. Общество» № 1-2016 Москва. ИСПИ РАН, 2016 года.
- Россия в новой социально-политической реальности: Вызовы и риски./Осипов Г. В., Рогачев С. В., Мерзликин Н. В., Иванов А. В., Карепова С. Г., Кравченко С. А., Коннов В. И., Бесхмельницын М. И., Глотов В. И., Злотковский В. И., Антонович И. И., Левашов В. К., Андреев Э. М., Селезнёв И. А., Данченко-Морозова Л. В., Зубок Ю. А., Чупров В. И., Артамонов А. Д., Богданов И. Я., Староверов В. И. и др.//Институт социально-политических исследований РАН. Некоммерческое партнёрство в сфере развития социальных наук «Общество социальных наук». Центр изучения и упреждения угроз и рисков.. Москва, 2017. Том 4
- Миграционное взаимодействие стран Центральной Азии с Россией и Казахстаном в контексте интеграционных процессов в ЕАЭС./Рязанцев С., Богданов И., Доброхлеб В., Лукьянец А.//Центральная Азия и Кавказ. 2017. Т. 20. № 1. С. 44-56.
- migration from central asian countries to russia and kazakhstan in the context of integration processes in the eurasian economic union format Ryazantsev S., Bogdanov I., Dobrokhleb V., Lukyanets A. //Central Asia and the Caucasus. 2017. Т. 18. № 1. С. 39-49.
- Организационно-экономические механизмы привлечения высококвалифицированных иностранных специалистов в России./Богданов И. Я., Коханова (Мирюшкина) Ю.В., Лукьянова А. Ю., Недвижай С. В., Письменная Е. Е. //Научное обозрение. Серия 1: Экономика и право. 2017. № 1. С. 13-19.
- Прогнозирование миграции в контексте формирования внешней миграционной политики России./Рязанцев С. В., Богданов И. Я., Храмова М. Н. //Научное обозрение. Серия 1: Экономика и право. 2017. № 1. С. 5-12.

На иностранном языке
- Ryazantsev, S.V., Bogdanov, I.Y., Gusakov, N.P., Moseikin, Y.N., Sholudko, A.N. Analysis of the implementation of the investment policy at the state level in the unstable geopolitics, Espacios, Volume 39, Issue 31, 2018, http://www.revistaespacios.com/a18v39n31/18393112.html
- Khasanova, S.S., Ryazantsev, S.V., Miroshnichenko, R.V., Bogdanov, I.Y., Martynenko, S.V. Realization of investment profitability of regional projects: Climate and mechanism of investment in the regions of the Russian Federation, Espacios, Volume 39, Issue 31, 2018, http://www.revistaespacios.com/a18v39n31/18393120.html
- e. n. klochko; i. ya. bogdanov; i. s. kobersy; m. s. klimenkova; v. yu. litvinova Research of organizational and economic resources participants, cooperation of clusters in a certain territory, Espacios, Volume 39 Number 31, 2018, 7P http://www.revistaespacios.com/a18v39n31/18393107.html